# تحت الأرض 6 (فلم)
6 تحت الأرض (بالإنجليزية: 6 Underground)، هو فيلم أكشن وحركة درامي أمريكي إنتاج 2019، إخراج مايكل بي وتأليف ريت ريز وبول ويرنيك، وبطولة رايان رينولدز وكوري هوكينز وميلاني لوران.

## القصة
تدور أحداث الفيلم عن ملياردير يحاول تحسين العالم من خلال القضاء على الحكام الديكتاتوريين وممولي الحروب من تجار الأزمة حول العالم، فيلجأ إلى افتعال خبر وفاته ويشكل فريق من 6 أشخاص هم أيضًا بنظر العالم أشخاص متوفون، ويبدأ هذا الفريق بحملة اغتيالات واسعة للقضاء على الأشخاص الفاسدين في مختلف حكومات العالم.

## طاقم التمثيل
- ريان رينولدز في دور وان
- ميلاني لوران في دور كميل
- مانويل جارسيا رولفو في دورخافيير
- بن هاردي في دور بيلي
- أدريا أرجونا في دور أميليا
- كوري هوكينز في دور سيفين
- ليئور راز في دور روفاش عليموف
- بيمان المعادي دور مراد عليموف
- ليديا فرانكو في دور ماريا
- جيمس موراي في دور كاليب
- لوكانيو بيل في دور جيهون
- جورج كارمان في دور مايك

## وصلات خارجية
- مقالات تستعمل روابط فنية بلا صلة مع ويكي بيانات